# 그레고리 이친
그레고리 잇진(Gregory Itzin, 영어 발음: /ˈɪt.zin/, 1948년 4월 20일~2022년 7월 8일)은 미국의 배우이다.

## 출연 작품

### 영화
- 에어플레인 (1980)
- 디아더 우먼 (1983, The Other Woman)
- 틴 울프 (1985)
- 아버지의 황혼 (1989)
- 사랑의 행로 (1989)
- 천사의 유혹 (1991, Hi Honey – I'm Dead)
- 스피드 레이서 (1992, Drive Like Lightning)
- 나를 사랑한 고릴라 (1995, Born to Be Wild)
- 유니콘 킬러 (1999, The Hunt for the Unicorn Killer)
- 조니 카파할라, 눈 위의 서퍼 (1999, Johnny Tsunami)
- 왓츠 쿠킹 (2000, What's Cooking?)
- 오리지널 씬 (2001)
- 에볼루션 (2001)
- 어느날 그녀에게 생긴 일 (2002)
- 어댑테이션 (2002)
- 911 위기의 시간 (2003, DC 9/11: Time of Crisis)
- Fearless (2004)
- 나는 누가 날 죽였는지 알고 있다 (2007, I Know Who Killed Me)
- Forfeit (2007)
- Float (2008)
- 모범시민 (2009)
- The Job (2009)
- VideoDome Rent-O-Rama (2010)
- 킹메이커 (2011)
- L.A. 아이 헤이트 유 (2011, L.A., I Hate You)
- 스몰 타임 (2014, Small Time)

### 텔레비전
- 타임머신 (1982)
- L.A. 로 (1987-94)
- 증인 (1990, Over My Dead Body)
- 마샬의 환상모험 (1991-92, Eerie, Indiana)
- 피켓 펜스 (1994)
- 의뢰인 (1995)
- 회색 게임 (1995-96)
- 닥터 슬론 (1996)
- 저징 에이미 (1999)
- 프렌즈 (2002-04)
- NCIS (2003, 2020)
- 멘탈리스트 (2008-12)